# Белоевичи
Белоевичи — сербский знатный род, управлявший Травунией в составе первого Сербского княжества (768—960). Белое, основатель династии, был господином в Травунии при князе Властимире Сербском (836—850).
Властимир выдал свою дочь замуж за Краина — сына Белое, и даровал ему титул жупана вскоре после Сербо-Болгарской войны (839—842). Потомки Краина продолжали властвовать Травунией под короной Сербии: Хвалимир и Чучимир — сын и внук Краина соответственно.
Неизвестно более ни одного представителя рода после императора Константина VII (945—959). Сербия была завоевана Византийской империей в 969 году.

## Члены рода
- Белое

- Краина

- Хвалимир

- Чучимир